# Guido Cagnacci
Guido Cagnacci (* 19. Januar 1601 in Santarcangelo di Romagna, Rimini; † 1663 in Wien; eigentlich Guido Canlassi) war ein italienischer Maler des Barock und als solcher Vertreter der Bologneser Schule, der seinen Künstlernamen „Cagnacci“ (deutsch: „Köter“) aufgrund seines unansehnlichen Gesichts erhalten hatte.

## Leben
Cagnaccis Familie stammte aus der italienischen Gemeinde Urbania. Sein Vater Matteo hatte der Familientradition gemäß den Beruf des Kürschners erlernt und war als Prediger in Santarcangelo di Romagna tätig. Cagnaccis Mutter Livia war die Tochter von Carlo Serra, einem Prediger aus Rimini. Cagnacci wuchs mit seinen Schwestern Lucia und Virginia in Santarcangelo di Romagna auf und schuf dort seine ersten Bilder. Sein Vater schickte ihn um 1616 nach Bologna, wo er ein vierjähriges Kunststudium absolvierte. Zu seinen Lehrmeistern zählten Guido Reni, Giovanni Francesco Barbieri und Lodovico Carracci.
Nach seiner Ausbildung unternahm Cagnacci zwei Reisen nach Rom, wo er sich mit den Werken und dem Stil Caravaggios vertraut machte. Zurück in seiner Heimatregion erhielt er Aufträge in Rimini und Forlì. 1628, als er in Rimini mit Sakralbildern für die Kirche San Giovanni Battista beschäftigt war, begann er eine Affäre mit Teodora Stivi, einer verwitweten und wohlhabenden Gräfin. Da es Bürgerlichen und Adeligen nicht gestattet war, einander zu heiraten, versuchten Cagnacci und die Gräfin durchzubrennen. Ihre Flucht wurde jedoch vereitelt und Cagnacci aus der Stadt verbannt. Infolgedessen wandten sich seine bisherigen Auftraggeber, Mitglieder des Klerus und des Adels, von ihm ab. Nach einem mehrjährigen Aufenthalt in Bologna lebte er ab 1650 in Venedig, wo er eine Kunstschule gründete und sich mit dem Maler Pietro Liberi anfreundete. Unter seinem eigentlichen Namen Canlassi war er in Venedig vor allem für seine erotischen Werke bekannt. Im Jahr 1658 wurde Cagnacci von Leopold I. als Hofmaler nach Wien berufen, wo er fünf Jahre später verstarb und in der Augustinerkirche beigesetzt wurde.

## Stil
Hatte sich Cagnacci in Santarcangelo di Romagna, Rimini und Forlì vor allem züchtigen Sakralwerken gewidmet, malte er ab 1650 in Venedig und Wien bevorzugt Frauen wie Lucretia, Kleopatra und Maria Magdalena in sinnlicher, halbnackter Pose. Der Erotik stellte er dabei zumeist Motive der Buße, des Unglücks und des Todes gegenüber. In seinem Malstil verband er Caravaggios Naturalismus und Renis Klassizismus. Auch eine weiche Modellierung und eine dekorative Bildsprache werden ihm attestiert.

## Rezeption
Zu Lebzeiten hatte Cagnacci in Italien und Wien Bekanntheit erlangt, wurde von zeitgenössischen Kunstkritikern jedoch eher wenig beachtet. Nach seinem Tod geriet er schnell in Vergessenheit. Auch in der jüngeren Vergangenheit wird er im Schatten Caravaggios und Renis eher zu den zweitrangigen Barockmalern Italiens gezählt. Überraschend wurde 2007 eines seiner Bilder der Lucretia im Wiener Dorotheum bei einem geschätzten Wert von 80.000 Euro von einem italienischen Bieter für 1,15 Millionen Euro ersteigert. 2008 wurde Cagnacci im San Domenico Museum in Forlì eine Ausstellung mit mehr als hundert Exponaten gewidmet.

## Werke (Auswahl)
| Bild | Titel                                                                  | Jahr         | Größe / Material                  | Ausstellung / Sammlung / Besitzer                           |
| ---- | ---------------------------------------------------------------------- | ------------ | --------------------------------- | ----------------------------------------------------------- |
|      | Himmelfahrt der heiligen Maria Magdalena                               | um 1640      | 192,5 × 138,5 cm, Öl auf Leinwand | Florenz, Palazzo Pitti, Galleria Palatina                   |
|      | Porträt eines jungen Mönchs mit Kompass und chirurgischen Instrumenten | um 1640–1645 | 170 × 74 cm, Öl auf Leinwand      | Rimini, Museo della Città                                   |
|      | Glorie des heiligen Mercuriale                                         | um 1642–1643 | 411 × 230 cm, Öl auf Leinwand     | Forlì, Pinacoteca Comunale                                  |
|      | David mit dem Kopf des Goliath                                         | um 1645–1650 | 108,3 × 86,4 cm, Öl auf Leinwand  | Los Angeles, Getty Museum                                   |
|      | Der Raub der Europa                                                    | um 1650      | 115,5 × 94 cm, Öl auf Leinwand    | Bologna, Marano di Castenaso, Sammlung Molinari Pradelli    |
|      | Allegorie auf das menschliche Leben                                    | um 1650      | 110 × 86,5 cm, Öl auf Leinwand    | Ferrara, Sammlung der Fondazione Cavallini-Sgarbi           |
|      | Allegorie auf das menschliche Leben                                    | um 1655      | 74,3 × 60 cm, Öl auf Leinwand     | Andalusia, Pennsylvania, Nelson and Leona Shanks Collection |
|      | Kaiser Leopold I. (1640–1705) im Krönungsharnisch                      | um 1658      | 190 × 120 cm, Öl auf Leinwand     | Wien, Kunsthistorisches Museum, Gemäldegalerie              |
|      | Büßende Magdalena                                                      | nach 1659    | 44 × 53 cm, Öl auf Kupfer         | Wien, Kunsthistorisches Museum, Gemäldegalerie              |
|      | Hl. Hieronymus                                                         | nach 1659    | 160 × 110,5 cm, Öl auf Leinwand   | Wien, Kunsthistorisches Museum, Gemäldegalerie              |
|      | Selbstmord der Kleopatra                                               | nach 1659    | 124 × 93,5 cm, Öl auf Leinwand    | Wien, Kunsthistorisches Museum, Gemäldegalerie              |
|      | Selbstmord der Kleopatra                                               | um 1660      | 120 × 158 cm, Öl auf Leinwand     | Mailand, Pinacoteca di Brera                                |
|      | Martha tadelt ihre Schwester Maria                                     | nach 1660    | 229,2 × 266,1 cm, Öl auf Leinwand | Pasadena, Norton Simon Museum                               |
|      | Selbstmord der Kleopatra                                               | 1661–1662    | 153 × 169 cm, Öl auf Leinwand     | Wien, Kunsthistorisches Museum, Gemäldegalerie              |
|      | Maria Magdalena                                                        | 1663         | 86 × 72 cm, Öl auf Leinwand       | Rom, Palazzo Barberini, Galleria Nazionale d’Arte Antica    |
|      | Büßende Magdalena                                                      |              | 47,5 × 62 cm, Öl auf Leinwand     | Privatsammlung                                              |
|      | Der trunkene Noah                                                      |              | 64 × 81 cm, Öl auf Leinwand       | Privatsammlung                                              |
|      | Lucrezia                                                               |              | 114,5 × 112 cm, Öl auf Leinwand   | Italien, Privatbesitz                                       |
|      | Susanna und die Ältesten                                               |              | 144,5 × 173 cm, Öl auf Leinwand   | Sankt Petersburg, Eremitage                                 |
|      | Kleopatra                                                              |              | 75,3 × 62,3 cm, Öl auf Leinwand   | London, Dulwich Picture Gallery                             |